# Henrysin (Wyszków)
Pour les articles homonymes, voir Henrysin.
Henrysin (prononciation : [xɛnˈrɨɕin]) est un village polonais de la gmina de Somianka dans le powiat de Wyszków de la voïvodie de Mazovie dans le centre-est de la Pologne.

## Histoire
De 1975 à 1998, le village faisait partie du territoire de la voïvodie d'Ostrołęka.

Depuis 1999, Henrysin est situé dans la voïvodie de Mazovie.